# Коклюшкин, Виктор Михайлович
Ви́ктор Миха́йлович Коклю́шкин (27 ноября 1945, Москва — 11 ноября 2021, Москва) — советский и российский писатель-сатирик, эстрадный драматург, сценарист, телеведущий, колумнист.

## Биография
Виктор Коклюшкин родился 27 ноября 1945 года в Москве. 
Окончил Московский издательско-полиграфический техникум. 
Проходил срочную военную службу в рядах Советской армии.
Сменил много профессий. Несколько лет работал старшим инженером по охране и реставрации памятников истории и культуры Московской области.
Литературную деятельность начал в 1969 году, публиковал юмористические рассказы в «Клубе 12 стульев» «Литературной газеты», «Московском комсомольце», во многих газетах и журналах.
В 1972 году конферансье Москонцерта Евгений Кравинский с разрешения автора стал исполнять рассказы «Была весна» и «По диким степям». С 1980 года начал писать для эстрады.
В 1981 году окончил Высшие театральные курсы ГИТИСа.
Сам читал свои монологи, выступая как автор-исполнитель, также его монологи и рассказы исполняют многие артисты: Евгений Петросян, Владимир Винокур, Ефим Шифрин, Клара Новикова, Елена Степаненко и другие.
Автор серии монологов («Алё, Люся», «Мы с Петькой»),
и популярных монологов:
- «Автоответчик»,
- «Гербалайф»,
- «Одноклассники»,
- «Женская консультация»,
- «Репетиция»,
- «Полный вперёд»,
- «Бюст»,
- «Переводчик»,
- «Конкурс красоты»
- и многих других.

Написал несколько пьес и программ («Эх, Андрюша» 1986 г., исп. В. Мельников, реж В. Коровин),
на сцене Театра эстрады шли его пьесы:
- «Три вопроса» 1987 г. (режиссёр Э. Бутенко, муз. В. Дашкевича),
- «Круглая луна» 1989 г.(реж. Э. Бутенко, муз. В. Дашкевича),
- «Фотография на память» 1991 г., (реж. В. Григорян),
- «Я хотел бы сказать…» 1994 г., (режиссёр В. Точилин).

По трагикомической повести Коклюшкина «Петя» артист Москонцерта В. Максимов сделал моноспектакль.
В конце 1985 года Коклюшкин начал сотрудничать с телевидением — написал сценарий двухчасовой развлекательной передачи «Была зима», которая вышла на Первом канале. Съёмки передачи проходили в исторических местах Москвы.
Написал сценарий фильма «Дядя Ваня и другие», который вышел на Первом канале под рубрикой «12 разгневанных мужчин». В фильме Виктор Коклюшкин снялся в роли автора.
Участник юмористических телепередач:
- «Аншлаг»,
- «Смехопанорама»,
- «Кривое зеркало»,
- «Смеяться разрешается»,
- «Измайловский парк»,
- «Клуб юмора»
- и других.

В течение года еженедельно писал и выпускал телепередачу «Юмориста вызывали?», в которой снимался Ефим Шифрин.
Рассказы Виктора Коклюшкина при советской власти переводились и печатались с 1972 года в Польше, Венгрии, Чехословакии, Германии, Болгарии, а также переводились на многие языки народов СССР. Он автор 13 книг рассказов, повестей и романов.
С 2012 по 2016 год являлся колумнистом газеты «Аргументы и факты» (рубрика «Диагноз Коклюшкина»).
Скончался 11 ноября 2021 года в Москве от острой сердечной недостаточности на 76-м году жизни. В последнее время сатирик неоднократно попадал в больницу из-за проблем с сердцем.
Прощание прошло 14 ноября 2021 года в Центральном доме литераторов. Похоронен на Щербинском кладбище (участок №12).

## Сценарист
- 1976 — Последний фокус (киножурнал «Фитиль» № 170) (мультфильм).
- 1983 — Великолепный Гоша. История восьмая (мультфильм).
- 1984 — Великолепный Гоша. История девятая (мультфильм).
- 1986 — Фокусник (мультфильм).
- 1987 — Портрет (мультфильм).
- 1993 — «12 разгневанных мужчин. Дядя Ваня и другие» (телевизионный фильм).

## Премии
- 1972 — первая премия на Всесоюзном конкурсе юмористов
- 1976, 1982 — Лауреат «Московского комсомольца»
- 1985, 1989 — премия Всесоюзного конкурса по разговорным жанрам
- 1987 — литературная премия журнала «Юность»
- 1999 — премия «Золотой телёнок» «Литературной газеты» («Клуба 12 стульев»).

## Личная жизнь
Первая жена — Любовь Сэпп, эстонка. Дочь — Эльга Сэпп (род. 1 июня 1972) — психолог, замужем за журналистом и телеведущим Владимиром Соловьёвым.
Вторая жена — Ольга Яковлевна Злотник (псевдоним — Эльга Злотник), работала киноведом, писательница. Сын — Ян Злотник (род. 1984) — художник-оформитель, учился в Школе-студии МХАТ.